# Набэсима Цунасигэ
Набэсима Цунасигэ (яп. 鍋島 綱茂, 10 июня 1652 — 5 января 1707) — японский даймё периода Эдо, четвёртый правитель княжества Сага (1695—1707), художник школы Кано.

## Биография
Старший сын Набэсимы Мицусигэ, третьего даймё Саги. Мать, Торахимэ, дочь Уэсуги Садакацу, даймё Ёнэдзавы. Его детское имя — Саэмон (左衛門), а имя Цунасигэ ему даровал сёгун Токугава Иэцуна.
В 1695 году Цунасигэ унаследовал княжество в связи с уходом на покой отца. Его считали преуспевшим в искусстве и хвалили как хорошего поэта, каллиграфа и художника. Известно, что княжеский художник Обара Юкансай служил учителем у даймё вместе с Уэно Дзякугэном, учеником Кавамуры Дзякуси. Собственные картины Цунасигэ, такие как «Восемь Бессмертных», показывают, что он хорошо изучил школу Кано.
Набэсима Цунасигэ умер в 1707 году в возрасте 54 лет. Его каймё было Гэнрё-индэн Такуган Доин Дайкодзи (玄梁院殿卓巌道印大居士). Поскольку у него не было сына, его младший брат Ёсисигэ наследовал ему в качестве приемника.

## Семья
Жена, Фуё, старшая дочь Мацудайры Мицумити, даймё Фукуи. Дочь Цунасигэ, жена Сакакибары Масакуни, даймё Мураками и Химэдзи.